# Millicent Fawcett
Dame Millicent Garrett Fawcett, GBE (Aldeburgh, Suffolk, 11 de junho de 1847 – Londres, 5 de agosto de 1929) foi uma ativista feminista, intelectual e política inglesa. Ela também foi líder de sindicato e escritora. É conhecida por sua luta por direitos iguais entre homens e mulheres.
Como sufragista, ela era conhecida por sua postura moderada mas era uma ativista empenhada. Ela concentrava mais suas energias na luta para melhorar as oportunidades de acesso das mulheres às instituições de ensino superior e em 1871 cofundou a faculdade Newnham College de Cambridge. Mais tarde, tornou-se presidente da organização conhecida como União Nacional das Sociedades de Sufrágio Feminino, uma posição que teve de 1897 até 1919.
Em julho de 1901 ela foi apontada pelo governo do Reino Unido para uma comissão na África do Sul para investigar as condições dos campos de concentração criados durante a Segunda Guerra dos Bôeres. Seu relatório corroborava o que havia sido dito por Emily Hobhouse a respeito das condições deploráveis daqueles campos.
Millicent Fawcett é lembrada até hoje, em alta conta, por sua contribuição para as lutas pelos direitos da mulher e pela causa feminista.